# GPS diferencial

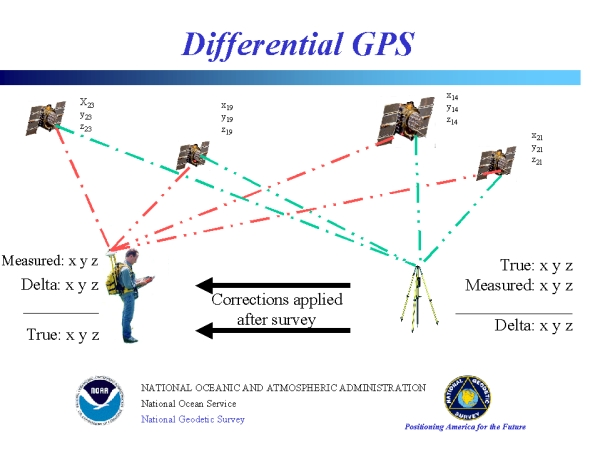
Esquema de funcionament del GPS diferencial

El GPS Diferencial és un sistema que millora el posicionament basat en el Sistema de posicionament global. Aquesta tècnica es basa en la construcció de combinacions particulars d'observacions entre dos receptors, obtenint l'eliminació d'errors i del soroll del senyal.

## Descripció
Aquest sistema permet als receptors GPS que són compatibles amb aquesta tecnologia millorar l'exactitud de la geo-localització, transferint a aquests dispositius les dades necessàries per poder corregir l'error del senyal enviat pel sistema GPS.
World DGPS Database for Dxers Arxivat 2019-11-26 a Wayback Machine.

### L'error en el sistema GPS
El sistema normal de GPS està subjecte a un cert marge d'error d'uns 3-5 metres. Apart d'això, el Ministeri de Defensa americà "va afegir" deliberadament un error a les dades GPS, reservant-se el dret d'explotar la màxima precisió ("Disponibilitat selectiva") (l'error introduït per aquest sistema podia ser desenes de metres). Al cap d'alguns anys aquesta política va canviar permetent el GPS lliure dels errors introduïts expressament. No obstant això, les diferents fonts d'error fan que la precisió del sistema GPS no sigui suficient per algunes aplicacions (en àrees com ara la construcció, els serveis públics, les companyies d'aigua i electricitat, etc.).

### La instal·lació fixa

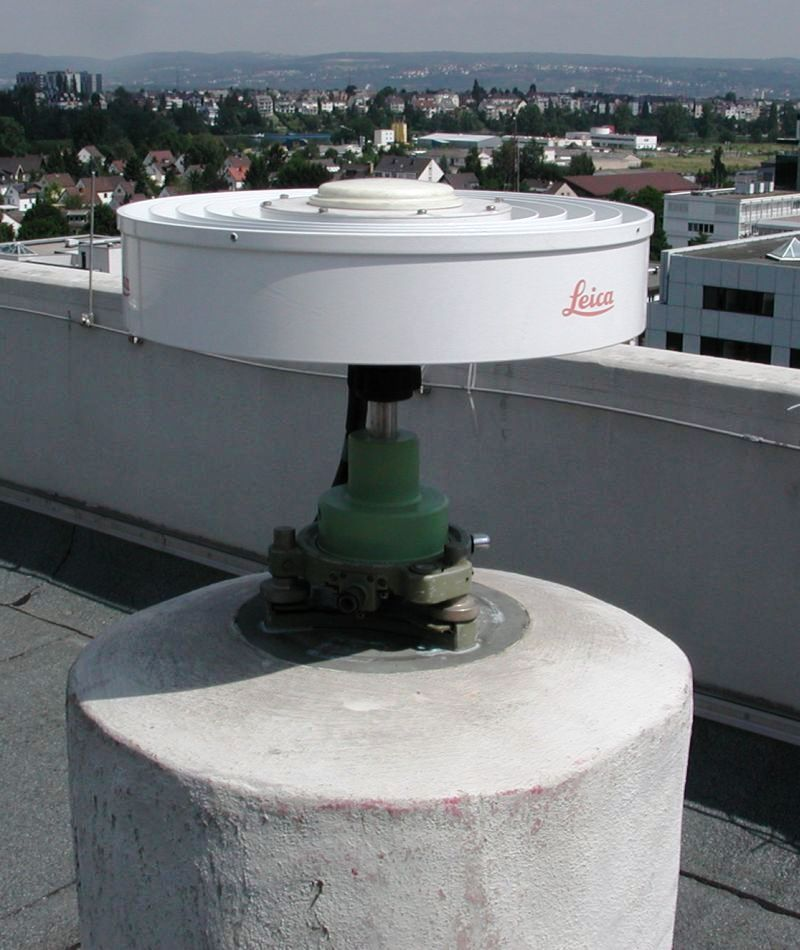
Instal·lació fixa emprada pel GPS diferencial

Per obtenir una precisió màxima (de l'ordre del centímetre), en el sistema diferencial, hi ha instal·lacions fixes en què la seva posició ha estat determinada per via geodèsica i amb altres mitjans amb la màxima precisió. Aquestes estacions reben senyals GPS i una "notificació" amb una mesura d'alta precisió (feta amb altres mitjans) de l'error de la posició rebuda des del GPS, en realitat, no dona la diferència de posició, sinó que dona la diferència entre la "distància Terra-satèl·lit calculada" respecte la "distància Terra-satèl·lit real" (que és coneguda). Aquest error es notifica a través d'un equip de ràdio GPS especial capaç de rebre la informació, de manera que pugui corregir l'error original del mesurament efectuat mitjançant els satèl·lits estàndard.
La unió de diverses estacions permanents (en general, almenys, 4) crea l'entitat definida generalment com a XARXA GPS.
Una xarxa GPS (o GNSS si considerem també les constel·lacions GLONASS, GALILEU i COMPASS) és un conjunt d'estacions de referència,amb característiques homogènies de precisió i qualitat, amb els sensors utilitzats, constantment connectats a través de línies d'alta velocitat i fiabilitat, amb una infraestructura informàtica constituïda per un maquinari i un programari dedicats. La infraestructura és capaç de manejar el flux de dades procedents de les estacions de referència i oferir serveis a l'usuari en forma de correccions en temps real en format RTCM i dades en format RINEX.